# Bekarșciîna, Nosivka
Bekarșciîna (în ucraineană Бекарщина) este un sat în comuna Hannivka din raionul Nosivka, regiunea Cernihiv, Ucraina.